# Ясьонова-Доліна
Ясьонова-Доліна (пол. Jasionowa Dolina) — село в Польщі, у гміні Янув Сокульського повіту Підляського воєводства.
Населення — 86 осіб (2011).
У 1975-1998 роках село належало до Білостоцького воєводства.

## Демографія
Демографічна структура станом на 31 березня 2011 року:
|          | Загалом | Допрацездатний вік | Працездатний вік | Постпрацездатний вік |
| -------- | ------- | ------------------ | ---------------- | -------------------- |
| Чоловіки | 39      | 6                  | 27               | 6                    |
| Жінки    | 47      | 7                  | 21               | 19                   |
| Разом    | 86      | 13                 | 48               | 25                   |